# 尼爾奧茲
尼爾奧茲（直译：「力量草地」），是以色列南部區的一座基布茲。其位於內蓋夫沙漠西北部的馬根和尼里姆之間，佔地20000杜納畝。尼爾奧茲隸屬於艾希科爾地區議會管轄。2021年，人口為393人。

## 歷史

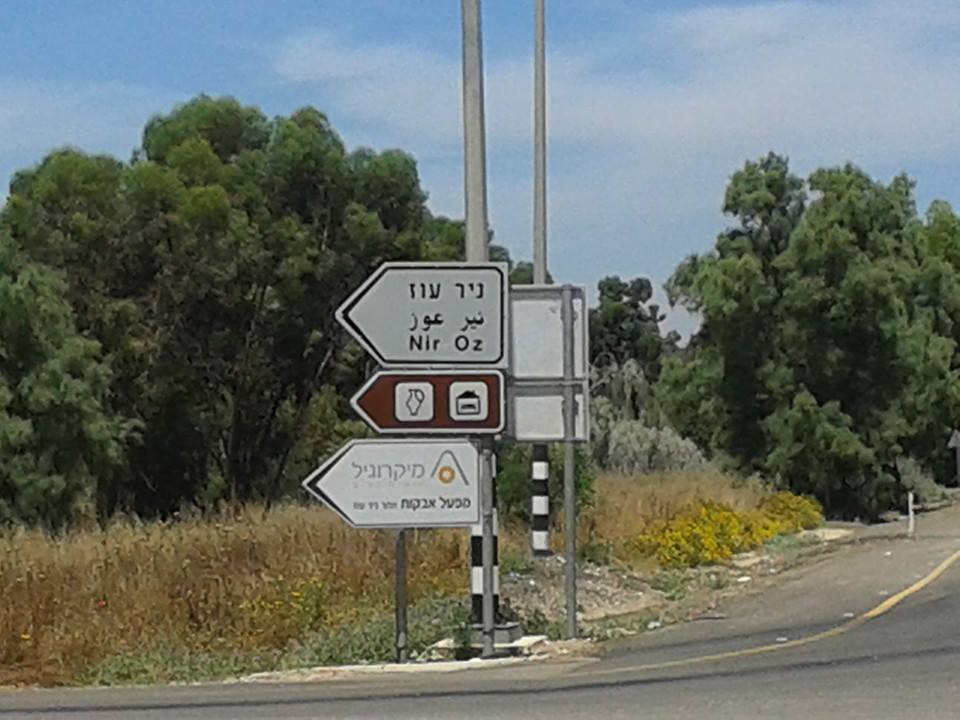
通往尼爾奧茲的路標，拍攝於2014年

據一位名叫什洛莫·瑪格利特的居民在2013年所說，「該地區曾為一座合作型農業社區，但由於太多居民被敢死隊殺害或離開，因此被解散。」該地於1955年10月1日成立，最初是一座納哈爾定居點，2個月後被承認為一座基布茲。當時該基布茲只有四棵樹，但隨著時間的推移，它逐漸發展成為一個低水耗景觀的模範。青年衛士於1957年5月接管了尼爾奧茲，該處成立時有70名成員。
由於尼爾奧茲靠近加沙，其農民經常受到巴勒斯坦狙擊手的攻擊。2008年，以色列國防軍要求基布茲居民在夜間收割馬鈴薯以降低攻擊風險。2008年6月5日，從加沙地帶發射的迫擊炮彈擊中了基布茲的「Nirlat」油漆廠，造成一名員工死亡，另有4人受傷。哈馬斯聲稱對此次襲擊負責。大約在2013年，一條從加沙挖掘的隧道被發現靠近尼爾奧茲。一本關於2023年約旦河流域水資源的書籍報告稱，該村莊有許多「自給自足的防空洞，每個重達67噸」。

### 以色列—哈馬斯戰爭
2023年10月7日，哈馬斯武裝份子對以色列發動阿克薩洪水行動，許多基布茲居民在家中被屠殺，房屋被燒毀，居民被綁架並帶到加沙。《圖片報》報道稱，基布茲有20 人被殺，80人被綁架。一位資深戰地記者的另一則報道稱，「尼爾奧茲大約有四分之一的人遭到暗殺、綁架或嚴重傷害。倖存者無處可歸。」據一份報告稱，該社區400名居民中有240人失踪或確認死亡。倖存的基布茲居民被疏散到埃拉特。

## 經濟
尼爾奧茲除了農業外，還擁有一家生產矽密封劑產品的工廠和一家工程公司。近年來，尼爾奧茲已成為出口蘆筍的主要種植者。其曾僱用加沙人作農工，但近年來改為僱用來自泰國的工人。該基布茲開始將自己定位為生態旅遊目的地；農學家蘭·保克提供有關基布茲900種適合沙漠的植物的信息。蘭·保克是一本2001年關於通過適當的景觀設計來對抗沙漠化（有時被描述為綠洲化）的書籍中一個章節的合著者。飲用水來自亞實基倫的海水淡化廠；灌溉水則是來自什維達污水處理廠的再生水。

## 生態系統
尼爾奧茲在1960年引入了一個長期節水的園藝項目，佔地27英畝（110,000平方）。已經測試了大約750種耐旱植物。這個由景觀建築師海姆·卡岡諾維奇設計的花園只使用以色列中部和北部地區用水量的50%。該項目與內蓋夫本-古里安大學合作，為來自全國各地的研究人員、園丁、教師和學生提供研究和觀察場所。
2011年，該地點成為旨在遮擋從加沙發動襲擊的視野計劃的一環，該計劃通過一個以色列桉樹種植計劃，以增加西內蓋夫沙漠的樹木覆蓋率。到2023年，該基布茲已經有65種桉樹，這些桉樹是從南非、南美洲和巴哈加利福尼亞引進的種子培育而來。基布茲飼養了一群火雞，在哈馬斯襲擊期間逃脫或被釋放，現在則自由遊盪。